# Flugplatz Hamburg-Finkenwerder
Flugplatz Hamburg-Finkenwerder, også benævnt Hamburg Finkenwerder Airport (IATA: XFW, ICAO: EDHI), er en privat lufthavn i Hamborg, Tyskland, i kvarteret Hamburg-Finkenwerder 10 kilometer syd-vest for byens centrum på grænsen af Elben. 
Den er ejet af Airbus, og det er her, at bl.a. alle Airbus A380-fly bliver malet inden levering.